# Maria Reining
Maria Reining (ur. 7 sierpnia 1903 w Wiedniu, zm. 11 marca 1991 tamże) – austriacka śpiewaczka operowa, sopran.

## Życiorys
Ukończyła szkołę handlową i początkowo pracowała jako urzędniczka bankowa. Studiowała też architekturę. Studia wokalne w Konserwatorium Wiedeńskim podjęła dopiero w wieku 25 lat. Zadebiutowała na scenie w 1931 roku na deskach Opery Wiedeńskiej. W kolejnych latach występowała w Darmstadcie (1933–1935) i Monachium (1935–1937). W 1937 roku wróciła do Opery Wiedeńskiej, w której występowała do 1958 roku. W 1937 roku zaangażowana przez Arturo Toscaniniego wystąpiła pod jego batutą w roli Ewy w Śpiewakach norymberskich na festiwalu w Salzburgu, gdzie śpiewała także w kolejnych latach. Do jej popisowych należały także role w operach Richarda Straussa: Marszałkowa w Kawalerze srebrnej róży i tytułowa partia w Arabelli. Wykonywała ponadto role Leonory w Fideliu, Anny w Wolnym strzelcu, Elzy w Lohengrinie, Elżbiety w Tannhäuserze. Gościnnie śpiewała w Covent Garden Theatre w Londynie, La Scali w Mediolanie, New York City Opera i Chicago Opera.
Po wycofaniu się ze sceny w 1962 roku objęła klasę śpiewu w Mozarteum w Salzburgu.